# Steuerlos
Steuerlos è un film muto tedesco del 1924 diretto da Gennaro Righelli.

## Distribuzione
Il film, della lunghezza di sei bobine, il 4 febbraio 1924 ottenne in Germania il visto di censura O.B.00008 con divieto di visione per i minori. Il 14 aprile 1924 fu presentato in prima a Berlino, all'Ufa-Pavillon am Nollendorfplatz.